# Castelfidardo
Pour les articles homonymes, voir Castelfidardo (homonymie).
Castelfidardo est une commune italienne d'environ 18 277 habitants, située dans la province d'Ancône, dans la région Marches, en Italie centrale. 

## Histoire
Lors de la bataille de Castelfidardo, le 18 septembre 1860, les troupes piémontaises ont vaincu les troupes pontificales commandées par Louis de Lamoricière. Ce qui mena, l'année suivante, à la création du royaume d'Italie.

## Culture
Castelfidardo est reconnue comme la patrie de l'accordéon. Un artisan local, Paolo Soprani, fonde en 1863 le premier atelier de production italien. 
Il y a 29 entreprises fabricant des accordéons à Castelfidardo ou aux alentours, mais celles-ci se spécialisent : seules CEMEX et SEM possèdent tous les métiers et tous les processus pour produire un accordéon complet.

### Musées
- Museo del Risorgimento
- Museo Zambiano
- Musée international de l'accordéon : La collection se compose d'environ cent cinquante pièces et, outre les accordéons, comprend des instruments précurseurs tels un guzheng chinois et un harmoniflûte, version réduite de l'harmonium, datant de 1836. Le musée expose également une reconstitution d'un atelier d'artisan du début du XXe siècle.

## Administration
| Période                                  | Période  | Identité      | Étiquette | Qualité |
| ---------------------------------------- | -------- | ------------- | --------- | ------- |
| 13 juin 2006                             | En cours | Mirco Soprani |           |         |
| Les données manquantes sont à compléter. |          |               |           |         |

### Hameaux
Acquaviva, Campanari, Cerretano, Crocette, Figuretta, Fornaci, Sant'Agostino, San Rocchetto.

### Communes limitrophes
Camerano, Loreto, Numana, Osimo, Porto Recanati, Recanati, Sirolo.

### Évolution démographique
Habitants recensés